# تيرينس كلارك (كاتب)
تيرينس كلارك (بالإنجليزية: Terence Clark)‏ هو كاتب ودبلوماسي بريطاني، ولد في 19 يونيو 1934.